# کلب پرتر
کلب پرتر (انگلیسی: Caleb Porter؛ زادهٔ ۱۸ فوریهٔ ۱۹۷۵) یک بازیکن فوتبال است.